# Trasa Nadwarciańska w Gorzowie Wielkopolskim
Trasa Nadwarciańska – trasa drogowa w Gorzowie Wielkopolskim w przebiegu drogi krajowej nr 22 stanowiąca jej wylot w kierunku Kostrzyna nad Odrą. Na swoim północnym krańcu łączy się za pośrednictwem ul. Pomorskiej z Trasą Średnicową Północną.

## Znaczenie
Głównym zadaniem tej trasy jest skrócenie czasu przejazdu przez miasto i odciążenie centrum miasta od ruchu tranzytowego, który powodował niszczenie zabytkowych budynków.

## Charakterystyka
Na odcinku od Ronda Santockiego do węzła Gorzów-Zakanale na obwodnicy zachodniej, trasa przebiega jednojezdniową drogą o dwóch pasach ruchu w każdą stronę. Następnie do granicy miasta droga droga zwęża się do dwóch pasów, po jednym w każdą stronę. Trasa na odcinku śródmiejskim biegnie w dużej mierze mostami i wiaduktami. Zabudowa przy trasie, gdy przebiega po ziemi, jest dosyć rzadka i oddalona od jezdni. Ponadto, wyjąwszy tereny przy granicy miasta, przeważa zabudowa przemysłowa i adaptowana na cele magazynowe.

## Budowa
Budowę trasy rozpoczęto 1987 roku. Pierwszy etapem inwestycji była budowa wiaduktu nad linią kolejową nr 203 oraz Mostu Lubuskiego przez rzekę Wartę wraz ze zjazdem w ul. Zieloną. Uroczyste otwarcie tego odcinka nastąpiło w 1999 roku. Rok później otwarto Rondo Santockie wraz z przebudowanymi ulicami: Warszawską, Podmiejską oraz Teatralną. Drugim etapem była rozbudowa trasy - budowa przeprawy przez Kanał Ulgi, wiaduktów nad ulicami Grobla i Mazowiecką, ronda Marcina Kasprzaka oraz wiaduktu nad linią kolejową nr 367, a także dalsze przedłużenie trasy do południowej granicy miasta, w okolice planowanego węzła na projektowanej ekspresowej obwodnicy miasta. Budowę zakończono w 2000 roku. Koszt budowy szacuje się na około 85 mln zł.